# 沈琼 (1981年)
沈琼（1981年9月5日—），生於上海，已退役中国男排运动员。曾經是上海男排和中国男排队长。
他於小学二年级开始接触排球，當時上海市静安区体校选中他並將他作為排球選手培養對象。1994年，沈琼來到上海市少体校，當時他與汤淼同宿舍。2005年1月7日，沈琼加入中国共产党，沈琼曾代表中國男排奪得2006年亚洲运动会男排银牌。同年被上海大學錄取。他也曾代表中国队参加2008年夏季奥林匹克运动会。2013年全运会之后，沈琼退役。2014年，沈琼出任上海男排教練。他曾率隊奪得中华人民共和国第十四届运动会男排金牌。